# Januário de Benevento
Januário (em latim Ianuarius; em italiano: Gennaro; Benevento, 21 de abril de 272 — Pozzuoli, 19 de setembro de 305), nascido como Próculo (em latim: Proculus; em italiano: Procolo), foi um bispo e mártir cristão, venerado como santo pela Igreja Católica (cujo culto se celebra em 19 de setembro) e pela Igreja Ortodoxa. Foi condenado à morte no ano 305 durante as perseguições de Diocleciano. É patrono da cidade de Nápoles. 
De acordo com a tradição, Januário chamava-se Prócolo e pertencia à família patrícia dos "Ianuarii", consagrada ao deus Jano.

## No Brasil
É um santo de especial devoção na Mooca, tradicional bairro da colônia italiana na cidade de São Paulo que tem uma igreja em homenagem a ele. Na cidade de Ubá, na zona da mata mineira, também encontramos uma igreja em sua honra. e, anualmente, o Santo recebe uma festa em sua homenagem: a Festa de San Gennaro, que é feita de setembro a outubro, sendo uma das festas religiosas mais tradicionais da cidade de São Paulo.
São Januário também é o santo padroeiro do Clube Atlético Juventus, tradicional clube do Futebol Paulista fundado por imigrantes italianos que trabalhavam no Cotonifício Crespi, e viviam no bairro da Mooca.
No Rio de Janeiro o santo dá nome ao estádio do Club de Regatas Vasco da Gama, o Estádio de São Januário. O nome São Januário se popularizou devido à rua homônima que fica próxima ao estádio. São Januário também é padroeiro da cidade de Ubá, em Minas Gerais, onde é feriado em 19 de setembro, dia do santo.

## Tesouro de São Januário
A riqueza oferecida durante séculos pelos devotos do santo, patrono de Nápoles, é de um valor incalculável. O tesouro é considerado a maior coleção de pedras preciosas do mundo e suplanta largamente outras coleções de referência, as joias do Czar da Rússia e da Coroa Britânica.
A coleção foi enriquecida ao longo dos anos pelas ofertas feitas por papas, reis, imperadores (Napoleão Bonaparte foi um deles), aristocratas europeus e ricas famílias napolitanas.

### Sangue de São Januário
Segundo a tradição, é preservada em Nápoles uma ampola que contém sangue recolhido do corpo do padroeiro da cidade, São Januário, após o seu martírio.
Três vezes por ano, ocorre o chamado "milagre", que consiste na liquefação do sangue, que passa do estado sólido ao estado líquido: 19 de setembro, dia de S. Januário, 16 de dezembro, porque nesse dia, em 1631, foi feita uma procissão com as relíquias de S. Januário que impediu a iminente erupção do vulcão Vesúvio e no sábado que antecede o primeiro domingo de maio, dia da primeira trasladação do corpo do santo.
O primeiro registo deste fenómeno data de 1389.
As datas da liquefação do sangue de São Januário são celebradas com grande pompa e esplendor, as relíquias são expostas ao público, e se a liquefação não se verifica imediatamente, iniciam-se preces coletivas. Se o milagre tarda, os fiéis convencem-se de que a demora se deve aos seus pecados, então rezam orações penitenciais, como o salmo "Miserere", quando o milagre ocorre, o Clero entoa um solene Te Deum, a multidão irrompe em vivas, os sinos repicam e toda a cidade rejubila.
O sangue de São Januário está recolhido em duas ampolas de vidro, hermeticamente fechadas, protegido por duas lâminas de cristal transparente. A ampola maior possui 60 cm cúbicos de volume; a menor tem capacidade de 25 cm cúbicos. Em geral, o sangue endurecido ocupa até a metade da ampola maior, na menor, encontra-se disperso em fragmentos.
A liquefação do sangue produz-se espontaneamente, sob as mais variadas circunstâncias, independentemente da temperatura ou do movimento, o sangue passa do estado pastoso ao fluido e, até, fluidíssimo. A liquefação ocorre da periferia para o centro e vice-versa. Algumas vezes, o sangue liquefaz-se instantânea e inteiramente, ou, por vezes, permanece um denso coágulo em meio ao resto liquefeito. Varia o colorido: desde o vermelho mais escuro até o rubro mais vivo. Não poucas vezes surgem bolhas e sangue fresco e espumante sobe rapidamente até o topo da ampola maior.￼
Trata-se verdadeiramente de sangue humano, comprovado por análises espectroscópicas e há algumas peculiaridades, que constituem outros milagres dentro do milagre liquefação, há uma variação do volume: algumas vezes diminui e outras vezes aumenta até o dobro. Varia também quanto à massa e quanto ao peso. Em janeiro de 1991, o Professor G. Sperindeo fazendo uso, com o máximo cuidado, de aparelhos de alta precisão, encontrou uma variação de cerca de 25 gramas. O peso aumentava enquanto o volume diminuía. Esse acréscimo de peso contraria frontalmente o princípio da conservação da massa e é considerado pela Igreja Católica como inexplicável, pois as ampolas encontram-se hermeticamente fechadas, sem possibilidade de receber acréscimo de substâncias do exterior.
A notícia escrita mais antiga e segura do milagre consta de uma crônica do século XIV. Desde 1659, estão rigorosamente anotadas todas as liquefações, que já perfazem mais de dez mil.
A falta do milagre sempre esteve ligada a momentos nefastos da história da cidade: em setembro de 1939 e 1940, datas do início da Segunda Guerra Mundial e da entrada da Itália na guerra; em setembro de 1943, durante o início da ocupação nazista; em 1973, quando Nápoles foi atingida por uma epidemia de cólera; e, em 1980, por fim, ano em que se deu um terremoto de alta magnitude em Irpínia.
Em dezembro de 2016, a liquefação não aconteceu. Às 19h15min do dia 16 de dezembro de 2016, a ampola foi recolocada no relicário que a custodia, e a Capela do Tesouro de São Januário, na Catedral de Nápoles, foi fechada.

### Teorias
Há teorias que o suposto milagre que faz o sangue de São Januário se liquefazer seria uma fabricação de alquimistas medievais numa época caracterizada pelo lucrativo comércio através da compra e venda de relíquias sagradas, ato conhecido como simonia. No entanto esta hipótese nunca foi provado e a Igreja Católica nunca permitiu que o sangue fosse submetido a análise científica do material, pois ele fica no interior de uma ampola lacrada que nunca foi aberta.